# Gegeninduktion
Als Gegeninduktion oder induktive Kopplung bezeichnet man die gegenseitige magnetische Beeinflussung zweier oder mehrerer räumlich benachbarter elektrischer Stromkreise durch die elektromagnetische Induktion infolge einer Änderung des magnetischen Flusses. Gegeninduktion stellt die Grundlage einiger technischer Geräte dar (wie z. B. den Transformator), kann aber auch ein durchaus unerwünschter Effekt sein (wie z. B. im Bereich der elektromagnetischen Verträglichkeit).
Ein Parameter, der diesen Effekt beschreibt, ist die Gegeninduktivität: Diese stellt einen Zusammenhang zwischen dem in einem Stromkreis (1) fließenden Strom {\displaystyle I} und dem dadurch erzeugten magnetischen Fluss {\displaystyle \Phi } in einem Stromkreis (2) her, der bei Anwesenheit magnetisierbarer Medien, wie beispielsweise Eisen, nicht notwendigerweise linear sein muss. Die Selbstinduktivität ist hier ein Spezialfall, wo die Stromkreise (1) und (2) identisch sind.
Verwandte Kopplungsarten stellen in diesem Zusammenhang die kapazitive Kopplung, galvanische Kopplung und die Strahlungskopplung dar.

## Prinzip
Um die folgende Beschreibung physikalisch so allgemein wie möglich zu halten, soll bewusst nicht von Spulen, sondern ganz allgemein von Leiterschleifen die Rede sein, die beliebig geformt sein und auch ineinander ragen dürfen. Eine einzelne Leiterschleife soll dabei als infinitesimal dünne Linie beschrieben werden. Dickere Drähte und Spulen können durch eine Summierung über viele solcher dünnen Einzelschleifen modelliert werden.
Ein stromdurchflossener Leiter (der i. A. eine Schleife im Sinne eines geschlossenen Stromkreises bilden wird) erzeugt in seiner Umgebung ein magnetisches Feld. Für manche technischen Überlegungen ist es nun erforderlich, den magnetischen Fluss zu bestimmen, den dieses Feld in einer zweiten Schleife erzeugt. Dies ist insbesondere dann von Bedeutung, wenn sich der Strom und somit das durch ihn erzeugte Magnetfeld zeitlich ändert, denn dann wird in der zweiten Schleife eine Spannung induziert, die gegeben ist durch
{\displaystyle U(t)={\frac {\mathrm {d} \Phi }{\mathrm {d} t}}={\frac {\mathrm {d} \int _{A}{\vec {B}}\cdot d{\vec {A}}}{\mathrm {d} t}}}
Hier wird das Feld B über die Fläche der zweiten Schleife (2) integriert, um den magnetischen Fluss zu erhalten.
Das Feld wird gemäß dem Biot-Savart Gesetz proportional zum Strom in der ersten Leiterschleife (1) sein, weswegen man eine Proportionalität erwartet:
{\displaystyle \Phi =M\cdot I}

Flussverkettung zweier Leiterschleifen

Aufgrund dieser Definition des Proportionalitätsfaktors {\displaystyle M} kann die Gegeninduktivität als Verallgemeinerung der Selbstinduktivität {\displaystyle L} angesehen werden. Sie wird, wie diese, in der SI-Einheit Henry [H] angegeben.
Es ist zu beachten, dass dieser einfache Zusammenhang nur unter bestimmten Voraussetzungen gilt: Zum einen wird vorausgesetzt, dass es sich um magnetisch lineare Medien handelt, wo Felder immer proportional zum erzeugenden Strom sind, was schon im Falle eines Eisenkerns nicht mehr der Fall ist. Zum anderen sollen zeitliche Änderungen quasistatisch ablaufen, d. h. so langsam erfolgen, dass Retardierungseffekte noch keine nennenswerte Rolle spielen. Das wird dann der Fall sein, wenn die Abmessungen unserer Anordnung wesentlich klein gegenüber der Wellenlänge {\displaystyle \lambda =c/f} sind.

### Symmetrie
Unter den oben genannten Voraussetzungen kann eine sehr interessante Eigenschaft der Flussverkettung gezeigt werden: Die Gegeninduktivität vom System 1 auf System 2 ist gleich groß wie für den umgekehrten Fall:
{\displaystyle M_{21}=M_{12}}
Diese Beziehung erleichtert in vielen Fällen die praktische Berechnung von Flussverkettungen. So kann beispielsweise leicht ein Ausdruck für die Flussverkettung einer langen Spule mit einer kleineren, konzentrisch angebrachten Empfängerspule berechnet werden. Der umgekehrte Fall, nämlich die Verkettung des Flusses der kleinen mit der großen Spule würde ohne Kenntnis der obigen Relation vermutlich auf erhebliche analytische Schwierigkeiten stoßen. Die beschriebene Symmetrie, welche auch als magnetisches Reziprozitätstheorem bezeichnet wird, kann mit den mathematischen Mitteln der Vektoranalysis unter Zuhilfenahme der Maxwell-Gleichungen bewiesen werden.

#### Beweis der magnetischen Reziprozität
Das Magnetfeld {\displaystyle {\vec {B}}} kann als Rotation eines Vektorpotentials ausgedrückt werden:
{\displaystyle {\vec {B}}={\vec {\nabla }}\times {\vec {A}}}
Der magnetische Fluss durch die zweite Leiterschleife wird dann ({\displaystyle \mathrm {d} {\vec {a}}} bezeichnet ein infinitesimales Flächenelement)
{\displaystyle \Phi _{2}=\int _{L_{2}}{\vec {B}}\cdot \mathrm {d} {\vec {a}}=\int _{L_{2}}{\big (}{\vec {\nabla }}\times {\vec {A}}{\big )}\cdot \mathrm {d} {\vec {a}}=\int _{L_{2}}{\vec {A}}\cdot \mathrm {d} {\vec {s}}_{2}}
Nun kann aber das Vektorpotential {\displaystyle {\vec {A}}} auf das Linienintegral des Stroms {\displaystyle I} in der ersten Leiterschleife zurückgeführt werden (dies ist eine andere Schreibweise für das Biot-Savart-Gesetz):
{\displaystyle {\vec {A}}({\vec {r}})={\frac {\mu _{0}I}{4\pi }}\int _{L_{1}}{\frac {\mathrm {d} {\vec {s}}_{1}}{\vert {\vec {r}}-{\vec {x}}_{1}\vert }}}
Dies eingesetzt in die vorletzte Gleichung, ergibt:
{\displaystyle \Phi _{2}={\frac {\mu _{0}I}{4\pi }}\int _{L_{1}}\int _{L_{2}}{\frac {\mathrm {d} {\vec {s}}_{1}\cdot \mathrm {d} {\vec {s}}_{2}}{\vert {\vec {x}}_{2}-{\vec {x}}_{1}\vert }}}
{\displaystyle M} wird daher
{\displaystyle M_{12}={\frac {\mu _{0}}{4\pi }}\int _{L_{1}}\int _{L_{2}}{\frac {\mathrm {d} {\vec {s}}_{1}\cdot \mathrm {d} {\vec {s}}_{2}}{\vert {\vec {x}}_{2}-{\vec {x}}_{1}\vert }}={\frac {\mu _{0}}{4\pi }}\int _{L_{2}}\int _{L_{1}}{\frac {\mathrm {d} {\vec {s}}_{2}\cdot \mathrm {d} {\vec {s}}_{1}}{\vert {\vec {x}}_{1}-{\vec {x}}_{2}\vert }}=M_{21}}
Zu beachten ist, dass in dieser Herleitung über Linienpfade {\displaystyle L_{1}}, {\displaystyle L_{2}} integriert wird, die jeweils einer unendlich dünnen Leiterschleife entsprechen.

### Anwendung

Prinzip der induktiven Kopplung, mit Feldbeschreibung (A) und als Netzwerkmodell (B)

Im Anwendungsbereich der Elektromagnetischen Verträglichkeit (EMV) wird die Gegeninduktivität auch als magnetische Kopplung oder als induktive Kopplung bezeichnet und beschreibt eine im Regelfall unerwünschte magnetische Kopplung benachbarter elektrischer Stromkreise. Der vom Strom in einem Stromkreis verursachte magnetische Fluss, wie in nebenstehender Schaltskizze beispielsweise der Stromkreis bestehend aus der Wechselspannungsquelle U1, verursacht durch magnetische Kopplung in den zweiten Stromkreis, dargestellt mit der Wechselspannungsquelle U2, eine zusätzliche induzierte Quellenspannung, welche in diesem Stromkreis als unerwünschte Störung auftreten kann.
Die Modellierung kann dabei je nach Zweckmäßigkeit als Feldmodell (A) mit dem veränderlichen magnetischen Feld, oder dazu gleichwertig im Bereich der Netzwerktheorie mit Hilfe der Gegeninduktivität {\displaystyle M_{\mathrm {S} }} erfolgen, wie es in der rechten Abbildung im Fall (B) dargestellt ist. Die gegeninduzierte Spannung {\displaystyle Ug_{2}} in die zweite Leiterschleife, welche durch den Strom {\displaystyle i_{1}} aus der ersten Leiterschleife bedingt ist, beträgt:
{\displaystyle Ug_{2}=M_{s}\cdot {\frac {\mathrm {d} i_{1}}{\mathrm {d} t}}}
Aufgrund der Symmetrie der Gegeninduktivität {\displaystyle M_{\mathrm {S} }} können zwei lineare magnetisch gekoppelte Stromkreise als reziprokes Zweitor beschrieben werden.
Durch die höhere Energiedichte des magnetischen Feldes im Vergleich zum elektrischen Feld kann mittels induktiver Kopplung auch eine relativ hohe Leistungsübertragung bei mittleren Frequenzen erreicht werden. Dieser Umstand ist Gegenstand der Entwicklung kontaktloser Transportsysteme oder auch dem kontaktlosen Laden des Akkumulators von Fahrzeugen und Geräten.
Im Bereich der Nachrichtenübertragung wird die induktive Kopplung im Rahmen der induktiven Übertragung ausgenutzt, beispielsweise bei der kontaktlosen Signalübertragung eines Sensorsignals zwischen Sensor und Anzeigegerät oder kontaktlosen Chipkarten, der sogenannten RFID (radio-frequency identification) bzw. der NFC (near field communication).

## Fachliteratur
- Pascal Leuchtmann: Einführung in die elektromagnetische Feldtheorie. Pearson Studium, 2005, ISBN 3-8273-7144-9.
- Horst Stöcker: Taschenbuch der Physik. 6. Auflage. Verlag Harri Deutsch, Frankfurt am Main 2010, ISBN 978-3-8171-1860-1.
- Günter Springer: Fachkunde Elektrotechnik. 18. Auflage. Europa-Lehrmittel, Wuppertal 1989, ISBN 3-8085-3018-9.
- John David Jackson: Klassische Elektrodynamik. De Gruyter Studium, Berlin 2013, ISBN 3-11-033446-1.